# 青山修子
青山修子（あおやま しゅうこ、1987年12月19日—）是一位日本網球選手，出生於東京都町田市，隸屬於近藤乳業。

## 生涯
青山修子從9歳開始學習網球。日本大學第三中學校及高等學校與早稻田大学畢業後，成為職業網球選手。
2010年6月，青山修子以7-6(3)，6-3擊敗高雄惠利加，獲得生涯首座單打冠軍。
2010年9月，青山修子與藤原里華搭檔參加日本女子網球公開賽（ジャパン女子オープンテニス），最後於決賽以0–6, 3–6輸給張凱貞與美國莉莉亞·歐絲特洛（Lilia Osterloh）的組合，獲得準優勝。
青山修子與藤原里華搭檔參加2011年溫布頓網球錦標賽，首次於四大賽出場。她們於首輪以6–3, 2–6, 4–6落敗。
2012年8月，青山修子與臺灣網球選手張凱貞搭檔參加美國華盛頓舉行的花旗盃網球公開賽。決賽時以7–5, 6–2擊敗，獲得WTA初次優勝。
2013年3月，張凱貞與青山修子再度攜手參加馬來西亞公開賽，決賽以64-7、7-64、[14-12]擊敗斯洛伐克Janette Husarova及中國張帥組合，獲得第二座WTA雙打冠軍。
2013年4月，青山修子與土居美咲代表日本參加聯會盃，以4–6, 5–7落敗。
青山修子與南非選手谢柏丝（Chanelle Scheepers）組合參加2013年溫布頓網球錦標賽。她們最終於準決賽以4–6, 3–6敗給謝淑薇與彭帥組合。

## 外部連結
- Japan Tennis Association profile （日語）
- 青山修子的国际女子网球协会官方資料（英文）
- 青山修子的國際網球總會 職業／青少年 官方資料（英文）
- Fed Cup - Player profile - Shuko AOYAMA (JPN) （页面存档备份，存于）